# Miklós Páncsics
Miklós Páncsics (Gara, 4 febbraio 1944 – Budapest, 6 agosto 2007) è stato un calciatore ungherese, di ruolo difensore.

## Palmarès

### Club

#### Competizioni nazionali
- Campionato ungherese: 3

Ferencvaros: 1964, 1967, 1968
- Coppa d'Ungheria: 1

Ferencvaros: 1971-1972

#### Competizioni internazionali
- Coppa delle Fiere: 1

Ferencvaros: 1964-1965